# Colón (huyện)
Huyện Colón là một huyện (distrito) thuộc tỉnh Colón ở Panama. Theo điều tra dân số năm 2000, huyện này có dân số 174.059 người. Huyện Colón có diện tích 1505 km². Huyện lỵ đóng tại Ciudad de Colón.